# X (film din 1963)
X: The Man with the X-Ray Eyes este un film SF de groază american din 1963 regizat de Roger Corman. În rolurile principale joacă actorii Ray Milland, Diana Van Der Vlis și Harold J. Stone.

## Prezentare

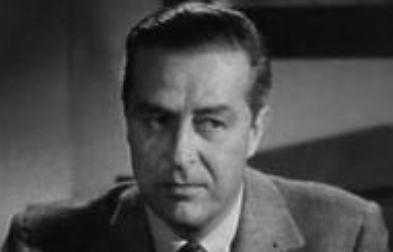
Ray Milland

Dr. James Xavier este un om de știință de renume mondial care face experimente cu vederea umană. El creează un nou medicament, care, atunci când este aplicat pe ochi, permite utilizatorului să vadă dincolo de sfera normală a vederii umane (razele ultraviolete etc) și oferă, de asemenea, utilizatorului puterea de a vedea prin obiecte. Xavier testează medicamentul pe el însuși atunci când nu mai primește fonduri pentru cercetări. În timp ce continuă să testeze medicamentul, Xavier începe să vadă nu numai prin pereți și haine, dar și prin țesătura realității!

## Actori
- Ray Milland ca Dr. James Xavier
- Diana Van der Vlis ca Dr. Diane Fairfax
- Harold J. Stone ca Dr. Sam Brant
- John Hoyt ca Dr. Willard Benson
- Don Rickles ca Crane
- Morris Ankrum ca Dl. Bowhead
- John Dierkes
- Kathryn Hart  ca Mart
- Vicki Lee ca tânăra pacientă
- Barboura Morris ca soră medicală
- Jonathan Haze
- Dick Miller
- Jeffrey Sayre
- Lorrie Summers

## Vezi și
- Listă de filme americane din 1963